# 大宮地域自治区
大宮地域自治区（おおみやちいきじちく）は、宮崎県宮崎市の地域自治区の一つ。

## 地理
南部は宮崎神宮や宮崎県立宮崎大宮高等学校（県内でもっとも伝統ある高校）があり、隣接する中央西地域自治区の宮崎県総合文化公園（旧宮崎大学跡地で、現在は県立図書館などがある）とあわせて古くからの文教地区を形成している。また、国道10号沿いは商業地域となっている。

### 町域
- 池内町
- 下北方町
- 神宮一丁目・二丁目
- 神宮町
- 神宮西一丁目・二丁目

- 神宮東一丁目～三丁目
- 花ケ島町
- 平和が丘北町
- 平和が丘西町
- 平和が丘東町

- 南方町
- 南花ケ島町
- 矢の先町

## 歴史
- 1889年5月1日 - 町村制施行により宮崎郡大宮村が発足。
- 1924年4月1日 - 宮崎町・大淀町と合併し宮崎市となる。
- 2006年1月1日 - 旧大宮村の大部分が大宮地域自治区となる。
- 2009年6月1日 - 日豊本線より東側が東大宮地域自治区として分離する。

## 地域

### 教育
- 宮崎市立池内小学校
- 宮崎市立大宮小学校
- 宮崎市立大宮中学校
- 宮崎県立宮崎大宮高等学校
- 宮崎県立宮崎東高等学校

### 文化施設
- 宮崎県総合博物館
- 大宮公民館

## 交通

### 鉄道
- 日豊本線
  - 蓮ヶ池駅 - 宮崎神宮駅

### 道路
- 国道10号
- 宮崎県道9号宮崎西環状線
- 宮崎県道44号宮崎高鍋線

## 名所・旧跡・観光スポット・祭事・催事
- 宮崎神宮
  - 宮崎神宮大祭（神武さま）
- 平和台公園
- 平景清廟
- 宮崎城址